# Tepuihyla celsae
Az Tepuihyla celsae a kétéltűek (Amphibia) osztályának békák (Anura) rendjébe és a levelibéka-félék (Hylidae) családjába tartozó faj.

## Előfordulása
A faj Venezuela endemikus faja. Természetes élőhelye szubtrópusi vagy trópusi nedves hegyvidéki erdők, folyók, időszakos édesvizű és mocsarak.